# ماكوتو يامازكي
ماكوتو يامازَكي (باليابانية: 山崎 真) (31 أكتوبر 1970 في كاغوشيما في اليابان – )؛ هو لاعب كرة قدم ياباني سابق كان يلعب كلاعب وسط.

## وصلات خارجية
- ماكوتو يامازكي على موقع رابطة كرة القدم اليابانية للمحترفين (اليابانية)
- ماكوتو يامازكي على موقع عالم كرة القدم.نت (الإنجليزية)